# Colores en peligro de extinción
El concepto «color en peligro de extinción» hace referencia a la necesidad de preservar un color que, debido a motivos de la más diversa índole, está a punto de desaparecer de una comunidad que lo ha tenido como símbolo de identidad hasta ese momento. El concepto apareció por primera vez en el estudio La sostenibilidad del color: de las firmas de la naturaleza al color de los artistas contemporáneos, publicado en 2014 por la profesora y artista Rocío Aguilar-Nuevo. Anteriormente la categorización 'peligro de extinción' se contemplaba para especies animales y vegetales, mientras que este estudio enlazó las amenazas con ciertos colores que son determinantes para crear identidad en una comunidad y la importancia que tienen para la pervivencia de la cultura.  
Así, los mecanismos de preservación y conservación del color, no deberían ir sólo ligados al impacto medioambiental que tienen ciertos tintes o la desaparición de ciertos pigmentos, sino que debe contemplarse desde una mirada más amplia que incluya la preservación cultural e identitaria, ya que son indicadores de los cambios sociales, políticos, económicos, y sobre todo, culturales, que se producen en una comunidad o zona geográfica. 

## Antecedentes
La conciencia sobre el peligro de extinción y la sostenibilidad ha ido ligada al mundo animal y vegetal desde que en los años en torno al final de la Guerra Fría, se vinculara al surgimiento de la conciencia del cambio global y el mundo que se les dejaría a futuras generaciones. La revisión de su significado ha sido constante durante las últimas dos décadas, y actualmente se ha convertido en uno de los principales ejes de discusión de prácticamente todos los organismos internacionales. La perspectiva desde la que normalmente se aborda la sostenibilidad aborda las dimensiones medioambiental, política y económica. Sin embargo, parte de esa visión desecha, en muchas ocasiones, otras vertientes vinculadas a las problemáticas de preservación y conservación identitaria ligadas a la cultura.  
En 2010, la Comisión de Cultura de CGLU, publicó un estudio en el participaron 64 miembros y 40 observadores, incluyendo la cultura como el cuarto pilar del desarrollo sostenible. En este estudio se examina la terminología de John Hawkes, quien asevera que el marco cultural es fundamental para entender el mundo futuro, y los trabajos de la investigadora Nancy Duxbury, quien reflexiona sobre el concepto de la cultura como expresión creativa y cómo interactúa con el desarrollo sostenible. 
En el caso de los colores, se habían realizado numerosos estudios sobre la desaparición de ciertos matices pertenecientes a pigmentos, a especies animales o vegetales. En 2014, Aguilar-Nuevo planteó la revisión de la sostenibilidad del color desde las cuatro facetas a las que se refirió Liam Magee (et al.) en su libro Reframing social sustainability reporting: towards an engaged approach (2013). En ese texto, los autores examinaron las diferentes dimensiones vinculadas a la sostenibilidad durante la última década, incluyendo la cultura como uno de los indicadores más complejos a tener en cuenta en la preservación y conservación del mundo tal y como lo conocemos. Aguilar-Nuevo redefinió los colores como herramientas vivas y en constante cambio que pueden ser utilizadas como indicadores culturales.  

## Desarrollo
Desde la perspectiva cultural, la idea de que un color pueda estar en peligro de extinción, se vincula al significante identitario y de vinculación cultural que incluye. Según Aguilar-Nuevo, algunos colores aparecen en un momento puntual de la Historia y desaparecen con la misma rapidez que alcanzaron su popularidad debido a circunstancias coyunturales sin dejar huella en esa comunidad, mientras otros permanecen inalterables durante siglos y se convierten en verdaderos símbolos antropológicos. 
El estudio de los mecanismos de desaparición o permanencia de un color desde un punto de vista cultural, y el por qué de ese impacto superfluo o profundo, se convierte así en una valiosa herramienta de estudio no sólo sobre los hechos medioambientales, políticos y económicos que suceden en una población, sino también los culturales. Además, es un indicador objetivo de investigación sincrónica o diacrónica. 
El proyecto incluye la creación de una base de colores en peligro de extinción para que se puedan estudiar fórmulas de protección de la faceta que sea necesaria (cultural, medioambiental, económica o política). En muchas ocasiones serán un indicador de que algún parámetro antropológico o social (además de los otros tres ámbitos anteriormente mencionados), estos colores podrían ser la primera alarma para actuar. Por ejemplo, si un paisaje verde Pantone®15-0343 vira a verde Pantone® 574 XGC, es un indicador de que se está produciendo un cambio en la vegetación; o si la gama Pantone® de la gastronomía de una zona vira hacia otras tonalidades, puede ser un indicador de que la producción local y el consumo kilómetro 0 no está funcionando; así como cambios en tendencias de Moda u otras facetas antropológicas son indicadores de profundos cambios sociales, como se analizó en el artículo La sostenibilidad antropológica y sociológica del color en la Moda española a principios del siglo XXI.

## Impacto
La Inter-Society Color Council o la American Association of Textile Chemists and Colorists se han hecho eco de la importancia que tienen en la naturaleza los colores amenazados y la importancia de activar políticas de protección en las zonas más dañadas por la emisión de desechos de tinturas textiles. La campaña Endangered Colors del National Geographic es otro ejemplo del impacto que ha tenido la concienciación sobre el impacto que tiene el color en nuestro entorno, la naturaleza y nuestro modo de vivir. 
De otro lado, artistas como Porfirio Gutiérrez o instituciones como la Forbes Pigment Collection de la Universidad de Harvard, son absolutamente conscientes de la importancia cultural, antropológica y social intrínseca a los colores, y se ocupan de preservar y conservar pigmentos procedentes de todas las partes del mundo. 